# Komtur
Komtur (njem. komtur), u srednjovjekovnim viteškim redovima, posebno kod templara, ivanovaca i teutonaca, vitez kojega uloga nije posve jasna. Vjerojatno je upravljao jednim ili više utvrđenih gradova pojedinoga viteškog reda. Dio povjesničara smatra da nema velike razlike između te titule i titule preceptora (lat. praeceptor: zapovjednik, vojskovođa). Kod templara se dužnost komtura prvi put spominje 1155., a kod ivanovaca 1157. godine. S nekoliko gradina organiziranih u pokrajinu upravljao je pokrajinski komtur (commendator provincialis).
Titula komtura postoji i danas u nekim zemljama (posebice u Italiji i Francuskoj) za počasne dužnosti. Primjerice, u francuskoj Legiji časti taj je naslov (commandeur) odmah iza najvišega zvanja (grand officier). Pored toga, europski Red svetog Jurja od kuće Habsburg dodjeljuje ovu titulu zapovjednicima komturaja (zapovjedništava).

## Vanjske poveznice
- Jezikoslovac